# Liste des planètes mineures (724001-725000)
Voici la liste des planètes mineures numérotées de 724001 à 725000. Les planètes mineures sont numérotées lorsque leur orbite est confirmée, ce qui peut parfois se produire longtemps après leur découverte. Elles sont classées ici par leur numéro.

## Planètes mineures 724001 à 725000
- (724001) 2007 TY86
- (724002) 2007 TD87
- (724003) 2007 TX88
- (724004) 2007 TK92
- (724005) 2007 TE97
- (724006) 2007 TJ97
- (724007) 2007 TL101
- (724008) 2007 TY102
- (724009) 2007 TF106
- (724010) 2007 TT117
- (724011) 2007 TL120
- (724012) 2007 TV124
- (724013) 2007 TY124
- (724014) 2007 TS131
- (724015) 2007 TW132
- (724016) 2007 TY136
- (724017) 2007 TF139
- (724018) 2007 TO141
- (724019) 2007 TS143
- (724020) 2007 TE161
- (724021) 2007 TB169
- (724022) 2007 TT172
- (724023) 2007 TF191
- (724024) 2007 TU192
- (724025) 2007 TV192
- (724026) 2007 TB196
- (724027) 2007 TC206
- (724028) 2007 TU207
- (724029) 2007 TV208
- (724030) 2007 TK216
- (724031) 2007 TY216
- (724032) 2007 TH220
- (724033) 2007 TQ221
- (724034) 2007 TF224
- (724035) 2007 TC231
- (724036) 2007 TP231
- (724037) 2007 TC239
- (724038) 2007 TM241
- (724039) 2007 TN245
- (724040) 2007 TL248
- (724041) 2007 TH249
- (724042) 2007 TS254
- (724043) 2007 TK255
- (724044) 2007 TX258
- (724045) 2007 TZ258
- (724046) 2007 TF259
- (724047) 2007 TW263
- (724048) 2007 TR272
- (724049) 2007 TP273
- (724050) 2007 TR275
- (724051) 2007 TZ276
- (724052) 2007 TD278
- (724053) 2007 TB280
- (724054) 2007 TJ281
- (724055) 2007 TX284
- (724056) 2007 TT292
- (724057) 2007 TZ292
- (724058) 2007 TF294
- (724059) 2007 TR298
- (724060) 2007 TG299
- (724061) 2007 TB310
- (724062) 2007 TB314
- (724063) 2007 TZ320
- (724064) 2007 TP322
- (724065) 2007 TG323
- (724066) 2007 TT324
- (724067) 2007 TM326
- (724068) 2007 TH333
- (724069) 2007 TK333
- (724070) 2007 TT336
- (724071) 2007 TJ339
- (724072) 2007 TY339
- (724073) 2007 TA340
- (724074) 2007 TE341
- (724075) 2007 TH343
- (724076) 2007 TF344
- (724077) 2007 TX344
- (724078) 2007 TV345
- (724079) 2007 TR348
- (724080) 2007 TM351
- (724081) 2007 TQ353
- (724082) 2007 TT368
- (724083) 2007 TA373
- (724084) 2007 TK374
- (724085) 2007 TN374
- (724086) 2007 TA375
- (724087) 2007 TZ379
- (724088) 2007 TZ386
- (724089) 2007 TG390
- (724090) 2007 TQ394
- (724091) 2007 TC396
- (724092) 2007 TX398
- (724093) 2007 TA409
- (724094) 2007 TH409
- (724095) 2007 TC422
- (724096) 2007 TW432
- (724097) 2007 TC433
- (724098) 2007 TQ433
- (724099) 2007 TF437
- (724100) 2007 TL437
- (724101) 2007 TP447
- (724102) 2007 TQ449
- (724103) 2007 TK451
- (724104) 2007 TV454
- (724105) 2007 TZ454
- (724106) 2007 TJ457
- (724107) 2007 TQ460
- (724108) 2007 TU460
- (724109) 2007 TC461
- (724110) 2007 TA462
- (724111) 2007 TL462
- (724112) 2007 TN462
- (724113) 2007 TB464
- (724114) 2007 TL464
- (724115) 2007 TS464
- (724116) 2007 TS467
- (724117) 2007 TT467
- (724118) 2007 TC468
- (724119) 2007 TM468
- (724120) 2007 TS468
- (724121) 2007 TU468
- (724122) 2007 TV468
- (724123) 2007 TA470
- (724124) 2007 TD470
- (724125) 2007 TP470
- (724126) 2007 TY472
- (724127) 2007 TW473
- (724128) 2007 TE474
- (724129) 2007 TL476
- (724130) 2007 TN477
- (724131) 2007 TX477
- (724132) 2007 TZ479
- (724133) 2007 TJ481
- (724134) 2007 TR481
- (724135) 2007 TB482
- (724136) 2007 TH482
- (724137) 2007 TJ485
- (724138) 2007 TU485
- (724139) 2007 TJ487
- (724140) 2007 TM488
- (724141) 2007 TV490
- (724142) 2007 TU491
- (724143) 2007 TR492
- (724144) 2007 TX492
- (724145) 2007 TE494
- (724146) 2007 TG494
- (724147) 2007 TB495
- (724148) 2007 UC5
- (724149) 2007 UM6
- (724150) 2007 UU9
- (724151) 2007 UG19
- (724152) 2007 UT19
- (724153) 2007 UP22
- (724154) 2007 UT26
- (724155) 2007 UK32
- (724156) 2007 UC39
- (724157) 2007 UP39
- (724158) 2007 UZ48
- (724159) 2007 UO56
- (724160) 2007 UA74
- (724161) 2007 UJ77
- (724162) 2007 UO77
- (724163) 2007 UV78
- (724164) 2007 UW87
- (724165) 2007 UY88
- (724166) 2007 UP89
- (724167) 2007 UG90
- (724168) 2007 UK91
- (724169) 2007 UM97
- (724170) 2007 UB109
- (724171) 2007 UM109
- (724172) 2007 UF112
- (724173) 2007 UG114
- (724174) 2007 UX122
- (724175) 2007 UB124
- (724176) 2007 UW125
- (724177) 2007 UV130
- (724178) 2007 UB132
- (724179) 2007 UC143
- (724180) 2007 UE143
- (724181) 2007 UJ144
- (724182) 2007 UP146
- (724183) 2007 UB148
- (724184) 2007 UP148
- (724185) 2007 UX148
- (724186) 2007 UZ148
- (724187) 2007 UC149
- (724188) 2007 UW149
- (724189) 2007 UF152
- (724190) 2007 UJ152
- (724191) 2007 UW152
- (724192) 2007 UO154
- (724193) 2007 UX154
- (724194) 2007 UL155
- (724195) 2007 UN155
- (724196) 2007 UO155
- (724197) 2007 UU155
- (724198) 2007 UW155
- (724199) 2007 UA159
- (724200) 2007 UF159
- (724201) 2007 UG160
- (724202) 2007 UB162
- (724203) 2007 VM
- (724204) 2007 VV18
- (724205) 2007 VA21
- (724206) 2007 VS21
- (724207) 2007 VZ21
- (724208) 2007 VP25
- (724209) 2007 VC26
- (724210) 2007 VA28
- (724211) 2007 VM28
- (724212) 2007 VY28
- (724213) 2007 VE34
- (724214) 2007 VB36
- (724215) 2007 VC36
- (724216) 2007 VN36
- (724217) 2007 VW36
- (724218) 2007 VZ36
- (724219) 2007 VQ39
- (724220) 2007 VT42
- (724221) 2007 VF54
- (724222) 2007 VZ59
- (724223) 2007 VW60
- (724224) 2007 VF65
- (724225) 2007 VS66
- (724226) 2007 VM67
- (724227) 2007 VK68
- (724228) 2007 VL70
- (724229) 2007 VB72
- (724230) 2007 VD74
- (724231) 2007 VK74
- (724232) 2007 VA78
- (724233) 2007 VK82
- (724234) 2007 VX89
- (724235) 2007 VC96
- (724236) 2007 VC100
- (724237) 2007 VR101
- (724238) 2007 VZ102
- (724239) 2007 VP107
- (724240) 2007 VD111
- (724241) 2007 VZ118
- (724242) 2007 VO119
- (724243) 2007 VZ121
- (724244) 2007 VM123
- (724245) 2007 VN123
- (724246) 2007 VG127
- (724247) 2007 VX131
- (724248) 2007 VT134
- (724249) 2007 VC135
- (724250) 2007 VO137
- (724251) 2007 VQ137
- (724252) 2007 VO139
- (724253) 2007 VX140
- (724254) 2007 VZ141
- (724255) 2007 VW145
- (724256) 2007 VX149
- (724257) 2007 VZ149
- (724258) 2007 VC150
- (724259) 2007 VY150
- (724260) 2007 VL154
- (724261) 2007 VV159
- (724262) 2007 VK167
- (724263) 2007 VE171
- (724264) 2007 VL171
- (724265) 2007 VE172
- (724266) 2007 VK174
- (724267) 2007 VM174
- (724268) 2007 VW175
- (724269) 2007 VM177
- (724270) 2007 VY195
- (724271) 2007 VG196
- (724272) 2007 VX198
- (724273) 2007 VM203
- (724274) 2007 VQ205
- (724275) 2007 VQ210
- (724276) 2007 VV213
- (724277) 2007 VE218
- (724278) 2007 VS222
- (724279) 2007 VK223
- (724280) 2007 VL230
- (724281) 2007 VR236
- (724282) 2007 VJ237
- (724283) 2007 VO240
- (724284) 2007 VL242
- (724285) 2007 VT248
- (724286) 2007 VO254
- (724287) 2007 VY258
- (724288) 2007 VO260
- (724289) 2007 VN266
- (724290) 2007 VP266
- (724291) 2007 VS275
- (724292) 2007 VJ276
- (724293) 2007 VO283
- (724294) 2007 VX287
- (724295) 2007 VV295
- (724296) 2007 VC302
- (724297) 2007 VN309
- (724298) 2007 VA317
- (724299) 2007 VP321
- (724300) 2007 VR322
- (724301) 2007 VA339
- (724302) 2007 VG341
- (724303) 2007 VB342
- (724304) 2007 VK343
- (724305) 2007 VL343
- (724306) 2007 VR345
- (724307) 2007 VZ345
- (724308) 2007 VH346
- (724309) 2007 VN346
- (724310) 2007 VK347
- (724311) 2007 VR348
- (724312) 2007 VM349
- (724313) 2007 VO349
- (724314) 2007 VR349
- (724315) 2007 VW349
- (724316) 2007 VJ350
- (724317) 2007 VR350
- (724318) 2007 VW350
- (724319) 2007 VZ350
- (724320) 2007 VS351
- (724321) 2007 VF352
- (724322) 2007 VQ355
- (724323) 2007 VY355
- (724324) 2007 VL356
- (724325) 2007 VT357
- (724326) 2007 VY358
- (724327) 2007 VO359
- (724328) 2007 VU359
- (724329) 2007 VC361
- (724330) 2007 VG361
- (724331) 2007 VH363
- (724332) 2007 VB364
- (724333) 2007 VC364
- (724334) 2007 VZ366
- (724335) 2007 VB367
- (724336) 2007 VL367
- (724337) 2007 VU368
- (724338) 2007 VT370
- (724339) 2007 VL372
- (724340) 2007 VY373
- (724341) 2007 VH377
- (724342) 2007 VQ378
- (724343) 2007 VK380
- (724344) 2007 WK9
- (724345) 2007 WN9
- (724346) 2007 WM10
- (724347) 2007 WK13
- (724348) 2007 WJ14
- (724349) 2007 WM16
- (724350) 2007 WS16
- (724351) 2007 WY28
- (724352) 2007 WD33
- (724353) 2007 WH35
- (724354) 2007 WG38
- (724355) 2007 WG42
- (724356) 2007 WE48
- (724357) 2007 WK52
- (724358) 2007 WO53
- (724359) 2007 WU54
- (724360) 2007 WG65
- (724361) 2007 WQ65
- (724362) 2007 WT65
- (724363) 2007 WU65
- (724364) 2007 WB67
- (724365) 2007 WG67
- (724366) 2007 WL67
- (724367) 2007 WU67
- (724368) 2007 WG68
- (724369) 2007 WL69
- (724370) 2007 WN69
- (724371) 2007 WH70
- (724372) 2007 WZ74
- (724373) 2007 XG9
- (724374) 2007 XM12
- (724375) 2007 XH13
- (724376) 2007 XO25
- (724377) 2007 XN29
- (724378) 2007 XM31
- (724379) 2007 XJ33
- (724380) 2007 XF46
- (724381) 2007 XY46
- (724382) 2007 XQ52
- (724383) 2007 XA62
- (724384) 2007 XG62
- (724385) 2007 XJ62
- (724386) 2007 XT64
- (724387) 2007 XU64
- (724388) 2007 XJ65
- (724389) 2007 XQ65
- (724390) 2007 XN66
- (724391) 2007 XC68
- (724392) 2007 XQ68
- (724393) 2007 XE69
- (724394) 2007 XX69
- (724395) 2007 XY69
- (724396) 2007 YG3
- (724397) 2007 YN8
- (724398) 2007 YG9
- (724399) 2007 YJ9
- (724400) 2007 YQ11
- (724401) 2007 YM14
- (724402) 2007 YH17
- (724403) 2007 YN25
- (724404) 2007 YM27
- (724405) 2007 YN38
- (724406) 2007 YC39
- (724407) 2007 YE39
- (724408) 2007 YZ41
- (724409) 2007 YY46
- (724410) 2007 YE53
- (724411) 2007 YF76
- (724412) 2007 YL76
- (724413) 2007 YE77
- (724414) 2007 YX78
- (724415) 2007 YE79
- (724416) 2007 YO79
- (724417) 2007 YH80
- (724418) 2007 YY80
- (724419) 2007 YZ80
- (724420) 2007 YA82
- (724421) 2007 YF82
- (724422) 2007 YK82
- (724423) 2007 YC84
- (724424) 2007 YN85
- (724425) 2007 YZ85
- (724426) 2007 YP86
- (724427) 2007 YY86
- (724428) 2007 YC87
- (724429) 2007 YD89
- (724430) 2007 YO89
- (724431) 2007 YQ89
- (724432) 2007 YV89
- (724433) 2007 YL90
- (724434) 2007 YS90
- (724435) 2007 YY90
- (724436) 2007 YC93
- (724437) 2007 YE94
- (724438) 2007 YM94
- (724439) 2007 YN94
- (724440) 2007 YY94
- (724441) 2007 YE95
- (724442) 2008 AV7
- (724443) 2008 AC12
- (724444) 2008 AE14
- (724445) 2008 AQ19
- (724446) 2008 AX20
- (724447) 2008 AR29
- (724448) 2008 AA48
- (724449) 2008 AE54
- (724450) 2008 AN56
- (724451) 2008 AE58
- (724452) 2008 AX68
- (724453) 2008 AF76
- (724454) 2008 AX81
- (724455) 2008 AJ84
- (724456) 2008 AN88
- (724457) 2008 AR94
- (724458) 2008 AM97
- (724459) 2008 AO99
- (724460) 2008 AR109
- (724461) 2008 AL130
- (724462) 2008 AF134
- (724463) 2008 AH138
- (724464) 2008 AC139
- (724465) 2008 AZ139
- (724466) 2008 AU140
- (724467) 2008 AB142
- (724468) 2008 AU144
- (724469) 2008 AW144
- (724470) 2008 AE145
- (724471) 2008 AB146
- (724472) 2008 AA147
- (724473) 2008 AJ150
- (724474) 2008 AB152
- (724475) 2008 AH152
- (724476) 2008 AT153
- (724477) 2008 AR157
- (724478) 2008 BP1
- (724479) 2008 BQ10
- (724480) 2008 BF12
- (724481) 2008 BB22
- (724482) 2008 BP24
- (724483) 2008 BP26
- (724484) 2008 BH28
- (724485) 2008 BL37
- (724486) 2008 BA55
- (724487) 2008 BJ57
- (724488) 2008 BQ57
- (724489) 2008 BW58
- (724490) 2008 BG59
- (724491) 2008 BP59
- (724492) 2008 BS61
- (724493) 2008 BU61
- (724494) 2008 CA1
- (724495) 2008 CC1
- (724496) 2008 CL13
- (724497) 2008 CY14
- (724498) 2008 CE15
- (724499) 2008 CY15
- (724500) 2008 CH21
- (724501) 2008 CE27
- (724502) 2008 CV30
- (724503) 2008 CG31
- (724504) 2008 CT31
- (724505) 2008 CH33
- (724506) 2008 CW47
- (724507) 2008 CC55
- (724508) 2008 CY55
- (724509) 2008 CX56
- (724510) 2008 CB57
- (724511) 2008 CB68
- (724512) 2008 CR69
- (724513) 2008 CM75
- (724514) 2008 CV75
- (724515) 2008 CV78
- (724516) 2008 CF79
- (724517) 2008 CC82
- (724518) 2008 CW86
- (724519) 2008 CE88
- (724520) 2008 CB90
- (724521) 2008 CE90
- (724522) 2008 CF90
- (724523) 2008 CO97
- (724524) 2008 CA98
- (724525) 2008 CT101
- (724526) 2008 CY103
- (724527) 2008 CH104
- (724528) 2008 CN108
- (724529) 2008 CJ111
- (724530) 2008 CQ113
- (724531) 2008 CN115
- (724532) 2008 CT130
- (724533) 2008 CW135
- (724534) 2008 CK136
- (724535) 2008 CE147
- (724536) 2008 CD149
- (724537) 2008 CC151
- (724538) 2008 CL163
- (724539) 2008 CO164
- (724540) 2008 CZ166
- (724541) 2008 CF167
- (724542) 2008 CD171
- (724543) 2008 CZ171
- (724544) 2008 CZ172
- (724545) 2008 CA173
- (724546) 2008 CD174
- (724547) Süßenberger
- (724548) 2008 CO180
- (724549) 2008 CQ188
- (724550) 2008 CL198
- (724551) 2008 CT206
- (724552) 2008 CX206
- (724553) 2008 CZ206
- (724554) 2008 CU207
- (724555) 2008 CO208
- (724556) 2008 CT209
- (724557) 2008 CH217
- (724558) 2008 CK217
- (724559) 2008 CK219
- (724560) 2008 CJ221
- (724561) 2008 CP221
- (724562) 2008 CR221
- (724563) 2008 CU221
- (724564) 2008 CW221
- (724565) 2008 CH222
- (724566) 2008 CT222
- (724567) 2008 CG223
- (724568) 2008 CK225
- (724569) 2008 CT225
- (724570) 2008 CR228
- (724571) 2008 CT228
- (724572) 2008 CU229
- (724573) 2008 CV229
- (724574) 2008 CX229
- (724575) 2008 CD230
- (724576) 2008 CE230
- (724577) 2008 CH230
- (724578) 2008 CN230
- (724579) 2008 CO230
- (724580) 2008 CE233
- (724581) 2008 CJ233
- (724582) 2008 CM233
- (724583) 2008 CL236
- (724584) 2008 CB237
- (724585) 2008 CD238
- (724586) 2008 CB239
- (724587) 2008 CC240
- (724588) 2008 CE240
- (724589) 2008 CA241
- (724590) 2008 CJ242
- (724591) 2008 CK243
- (724592) 2008 CO246
- (724593) 2008 CW248
- (724594) 2008 CX248
- (724595) 2008 CE249
- (724596) 2008 CB250
- (724597) 2008 DR3
- (724598) 2008 DY3
- (724599) 2008 DD6
- (724600) 2008 DC8
- (724601) 2008 DO10
- (724602) 2008 DW41
- (724603) 2008 DD43
- (724604) 2008 DY49
- (724605) 2008 DX50
- (724606) 2008 DA51
- (724607) 2008 DT61
- (724608) 2008 DV71
- (724609) 2008 DU72
- (724610) 2008 DG86
- (724611) 2008 DX87
- (724612) 2008 DC91
- (724613) 2008 DH91
- (724614) 2008 DM91
- (724615) 2008 DU91
- (724616) 2008 DP92
- (724617) 2008 DG93
- (724618) 2008 DK93
- (724619) 2008 DJ94
- (724620) 2008 DQ94
- (724621) 2008 DT94
- (724622) 2008 DG96
- (724623) 2008 DO96
- (724624) 2008 DA97
- (724625) 2008 DG98
- (724626) 2008 EM2
- (724627) 2008 ES9
- (724628) 2008 EU9
- (724629) 2008 EQ14
- (724630) 2008 EM17
- (724631) 2008 EA18
- (724632) 2008 EC21
- (724633) 2008 EO21
- (724634) 2008 ED23
- (724635) 2008 EB26
- (724636) 2008 EB27
- (724637) 2008 EA43
- (724638) 2008 EY51
- (724639) 2008 EF55
- (724640) 2008 EM55
- (724641) 2008 EP56
- (724642) 2008 EZ57
- (724643) 2008 ER62
- (724644) 2008 EU71
- (724645) 2008 EY71
- (724646) 2008 EW80
- (724647) 2008 EP81
- (724648) 2008 EY82
- (724649) 2008 EL96
- (724650) 2008 EV97
- (724651) 2008 EH105
- (724652) 2008 ET106
- (724653) 2008 ET109
- (724654) 2008 EH112
- (724655) 2008 ER114
- (724656) 2008 EP118
- (724657) 2008 ES118
- (724658) 2008 EN119
- (724659) 2008 EU119
- (724660) 2008 EN128
- (724661) 2008 EH131
- (724662) 2008 EW132
- (724663) 2008 EP141
- (724664) 2008 EZ162
- (724665) 2008 EF164
- (724666) Unda-Sanzana
- (724667) 2008 ER171
- (724668) 2008 EB175
- (724669) 2008 EF175
- (724670) 2008 EH175
- (724671) 2008 EL175
- (724672) 2008 EO175
- (724673) 2008 ER175
- (724674) 2008 EU175
- (724675) 2008 EV175
- (724676) 2008 EA176
- (724677) 2008 EX177
- (724678) 2008 EX180
- (724679) 2008 ED181
- (724680) 2008 EF182
- (724681) 2008 EN183
- (724682) 2008 EF184
- (724683) 2008 EM184
- (724684) 2008 EA186
- (724685) 2008 EL186
- (724686) 2008 EM186
- (724687) 2008 ES186
- (724688) 2008 EZ186
- (724689) 2008 EH189
- (724690) 2008 EC190
- (724691) 2008 ES190
- (724692) 2008 EJ191
- (724693) 2008 EO191
- (724694) 2008 EG192
- (724695) 2008 EB193
- (724696) 2008 EU194
- (724697) 2008 FW2
- (724698) 2008 FF3
- (724699) 2008 FW10
- (724700) 2008 FC12
- (724701) 2008 FF17
- (724702) 2008 FJ21
- (724703) 2008 FT28
- (724704) 2008 FR30
- (724705) 2008 FQ36
- (724706) 2008 FR43
- (724707) 2008 FW44
- (724708) 2008 FD46
- (724709) 2008 FJ47
- (724710) 2008 FP51
- (724711) 2008 FX58
- (724712) 2008 FP64
- (724713) 2008 FD71
- (724714) 2008 FF72
- (724715) 2008 FB74
- (724716) 2008 FA82
- (724717) 2008 FV83
- (724718) 2008 FD88
- (724719) 2008 FS90
- (724720) 2008 FO96
- (724721) 2008 FD104
- (724722) 2008 FB106
- (724723) 2008 FP109
- (724724) 2008 FL138
- (724725) 2008 FO139
- (724726) 2008 FL142
- (724727) 2008 FY142
- (724728) 2008 FD146
- (724729) 2008 FK146
- (724730) 2008 FD147
- (724731) 2008 FG147
- (724732) 2008 GJ5
- (724733) 2008 GX7
- (724734) 2008 GO9
- (724735) 2008 GJ12
- (724736) 2008 GF16
- (724737) 2008 GY18
- (724738) 2008 GD36
- (724739) 2008 GT39
- (724740) 2008 GU43
- (724741) 2008 GQ52
- (724742) 2008 GA53
- (724743) 2008 GG57
- (724744) 2008 GW64
- (724745) 2008 GX74
- (724746) 2008 GR75
- (724747) 2008 GH80
- (724748) 2008 GL88
- (724749) 2008 GR100
- (724750) 2008 GF107
- (724751) 2008 GR108
- (724752) 2008 GG118
- (724753) 2008 GQ118
- (724754) 2008 GV120
- (724755) 2008 GW138
- (724756) 2008 GB150
- (724757) 2008 GT150
- (724758) 2008 GK152
- (724759) 2008 GB153
- (724760) 2008 GM153
- (724761) 2008 GT153
- (724762) 2008 GG154
- (724763) 2008 GO154
- (724764) 2008 GJ155
- (724765) 2008 GO155
- (724766) 2008 GM157
- (724767) 2008 GN157
- (724768) 2008 GO160
- (724769) 2008 GT162
- (724770) 2008 GV162
- (724771) 2008 GZ162
- (724772) 2008 GH163
- (724773) 2008 GK165
- (724774) 2008 GN165
- (724775) 2008 GA166
- (724776) 2008 GJ169
- (724777) 2008 GL169
- (724778) 2008 GQ170
- (724779) 2008 GR170
- (724780) 2008 GJ171
- (724781) 2008 GP171
- (724782) 2008 GR171
- (724783) 2008 GD174
- (724784) 2008 HS
- (724785) 2008 HJ7
- (724786) 2008 HF10
- (724787) 2008 HE11
- (724788) 2008 HX13
- (724789) 2008 HD14
- (724790) 2008 HA27
- (724791) 2008 HX30
- (724792) 2008 HK31
- (724793) 2008 HL41
- (724794) 2008 HD42
- (724795) 2008 HL50
- (724796) 2008 HU54
- (724797) 2008 HK55
- (724798) 2008 HN58
- (724799) 2008 HQ59
- (724800) 2008 HH61
- (724801) 2008 HX61
- (724802) 2008 HT64
- (724803) 2008 HE72
- (724804) 2008 HN73
- (724805) 2008 HO74
- (724806) 2008 HZ75
- (724807) 2008 HR76
- (724808) 2008 HU77
- (724809) 2008 HW78
- (724810) 2008 JZ
- (724811) 2008 JL5
- (724812) 2008 JG8
- (724813) 2008 JE18
- (724814) 2008 JN19
- (724815) 2008 JC25
- (724816) 2008 JO25
- (724817) 2008 JK43
- (724818) 2008 JQ43
- (724819) 2008 JU43
- (724820) 2008 JK46
- (724821) 2008 JW46
- (724822) 2008 JK47
- (724823) 2008 JH49
- (724824) 2008 JT49
- (724825) 2008 JA50
- (724826) 2008 JW50
- (724827) 2008 JQ51
- (724828) 2008 JL54
- (724829) 2008 KR6
- (724830) 2008 KR13
- (724831) 2008 KU19
- (724832) 2008 KN21
- (724833) 2008 KS21
- (724834) 2008 KB24
- (724835) 2008 KF25
- (724836) 2008 KB32
- (724837) 2008 KB45
- (724838) 2008 KS45
- (724839) 2008 KM46
- (724840) 2008 KW46
- (724841) 2008 KQ47
- (724842) 2008 LN1
- (724843) 2008 LG6
- (724844) 2008 LS8
- (724845) 2008 LT12
- (724846) 2008 LA13
- (724847) 2008 LT15
- (724848) 2008 LM17
- (724849) 2008 LL18
- (724850) 2008 MH3
- (724851) 2008 MT5
- (724852) 2008 NF
- (724853) 2008 NZ2
- (724854) 2008 NS5
- (724855) 2008 NU5
- (724856) 2008 OH9
- (724857) 2008 OJ9
- (724858) 2008 OJ14
- (724859) 2008 OO26
- (724860) 2008 OJ27
- (724861) 2008 OK27
- (724862) 2008 OO27
- (724863) 2008 OT27
- (724864) 2008 OF29
- (724865) 2008 OY30
- (724866) 2008 PT3
- (724867) 2008 PE12
- (724868) 2008 PO13
- (724869) 2008 PD24
- (724870) 2008 QC24
- (724871) 2008 QU25
- (724872) 2008 QH29
- (724873) 2008 QX29
- (724874) 2008 QY29
- (724875) Hengchun
- (724876) 2008 RS6
- (724877) 2008 RT7
- (724878) 2008 RD10
- (724879) 2008 RQ11
- (724880) 2008 RN14
- (724881) 2008 RE16
- (724882) 2008 RP19
- (724883) 2008 RV22
- (724884) 2008 RQ33
- (724885) 2008 RQ40
- (724886) 2008 RN48
- (724887) 2008 RB50
- (724888) 2008 RP51
- (724889) 2008 RN54
- (724890) 2008 RC55
- (724891) 2008 RP60
- (724892) 2008 RE61
- (724893) 2008 RZ65
- (724894) 2008 RF69
- (724895) 2008 RL77
- (724896) 2008 RH90
- (724897) 2008 RN90
- (724898) 2008 RQ91
- (724899) 2008 RS119
- (724900) 2008 RZ120
- (724901) 2008 RO123
- (724902) 2008 RZ127
- (724903) 2008 RT136
- (724904) 2008 RN138
- (724905) 2008 RQ143
- (724906) 2008 RR149
- (724907) 2008 RZ150
- (724908) 2008 RO151
- (724909) 2008 RX151
- (724910) 2008 RW152
- (724911) 2008 RW155
- (724912) 2008 RJ156
- (724913) 2008 RT156
- (724914) 2008 RS157
- (724915) 2008 RP161
- (724916) 2008 RR161
- (724917) 2008 RJ162
- (724918) 2008 RR162
- (724919) 2008 RJ165
- (724920) 2008 RM165
- (724921) 2008 RA169
- (724922) 2008 RE169
- (724923) 2008 RJ171
- (724924) 2008 RZ171
- (724925) 2008 RP173
- (724926) 2008 RV173
- (724927) 2008 RK174
- (724928) 2008 RQ174
- (724929) 2008 RZ177
- (724930) 2008 RR178
- (724931) 2008 RO184
- (724932) 2008 SE8
- (724933) 2008 SL15
- (724934) 2008 SW16
- (724935) 2008 SU17
- (724936) 2008 ST22
- (724937) 2008 SQ23
- (724938) 2008 SU23
- (724939) 2008 SX25
- (724940) 2008 SR26
- (724941) 2008 SJ43
- (724942) 2008 SW43
- (724943) 2008 SP46
- (724944) 2008 SS83
- (724945) 2008 SR85
- (724946) 2008 SP90
- (724947) 2008 SW93
- (724948) 2008 SE98
- (724949) 2008 SO100
- (724950) 2008 SQ114
- (724951) 2008 SC123
- (724952) 2008 SY125
- (724953) 2008 SJ170
- (724954) 2008 SX170
- (724955) 2008 SY174
- (724956) 2008 SC178
- (724957) 2008 SU184
- (724958) 2008 SK185
- (724959) 2008 SZ192
- (724960) 2008 SQ198
- (724961) 2008 SC199
- (724962) 2008 SX210
- (724963) 2008 SG211
- (724964) 2008 SJ212
- (724965) 2008 SJ213
- (724966) 2008 ST216
- (724967) 2008 SG217
- (724968) 2008 SA226
- (724969) 2008 SN226
- (724970) 2008 SH230
- (724971) 2008 SQ239
- (724972) 2008 ST241
- (724973) 2008 SM263
- (724974) 2008 ST263
- (724975) 2008 SL266
- (724976) 2008 SZ270
- (724977) 2008 SO271
- (724978) 2008 SD279
- (724979) 2008 SC281
- (724980) 2008 SN283
- (724981) 2008 SA311
- (724982) 2008 SC314
- (724983) 2008 SF314
- (724984) 2008 SB315
- (724985) 2008 SK315
- (724986) 2008 SD316
- (724987) 2008 SK316
- (724988) 2008 SL316
- (724989) 2008 SS316
- (724990) 2008 SG317
- (724991) 2008 ST317
- (724992) 2008 SV317
- (724993) 2008 SW317
- (724994) 2008 SY317
- (724995) 2008 SZ317
- (724996) 2008 SC321
- (724997) 2008 SW321
- (724998) 2008 SC324
- (724999) 2008 SJ324
- (725000) 2008 SX324